# Sigurimi
La Drejtoria e Sigurimit të Shtetit (español: Directorio de Seguridad Estatal), comúnmente llamado Sigurimi, era la agencia de policía secreta de Albania durante el régimen comunista.

## Historia
La Sigurimi fue creada el 20 de marzo de 1943. Enver Hoxha creía que la Sigurimi había contribuido decisivamente a la toma del poder en Albania frente a otras facciones. La División de Defensa del Pueblo, formada en 1945 por los luchadores de resistencia más confiables de Hoxha, era el precursor de la fuerza de seguridad interna de 5.000 uniformados de la Sigurimi.
La organización dejó de existir como tal en julio de 1991 y fue sustituida por el Servicio de Inteligencia Nacional (Shërbimi Informativ Kombëtar, SHIK). A principios de 1992 se desclasificó la información sobre la organización, las responsabilidades, y las funciones de la Sigurimi que no estaban disponibles en publicaciones occidentales. Algunos observadores occidentales creyeron, sin embargo, que muchos de los oficiales y líderes del SHIK habían servido en la Sigurimi y que las estructuras básicas de las dos organizaciones eran similares.

## Actividades
La misión de la Sigurimi era prevenir la revolución y suprimir la oposición al régimen. Aunque los grupos de emigrantes albaneses buscaran el apoyo occidental para sus esfuerzos en derrocar a los comunistas a finales de los años 1940 y a principios de los años 1950, rápidamente dejaron de ser una amenaza creíble para el régimen comunista debido a la eficacia del Sigurimi.
Las actividades de la Sigurimi estaban dirigidas más hacia la oposición política e ideológica que a los delitos contra personas o propiedades, a menos que éste fuera suficientemente serio y extendido para amenazar el régimen. Sus actividades impregnaron la sociedad albanesa al grado que cada tercer ciudadano había servido o el tiempo en campamentos de trabajo o sido interrogado por oficiales Sigurimi. El personal de Sigurimi era generalmente voluntarios de carrera, recomendados por miembros de partido leales y sujetó a la proyección política y psicológica cuidadosa antes de que ellos fueran seleccionados para afiliarse al servicio. Ellos tenían un estado de la elite y disfrutaron de muchos privilegios diseñados para mantener su fiabilidad y dedicación al partido.

## Organización
La Sigurimi tenía una oficina central nacional y oficinas centrales de distrito en cada uno de los veintiséis distritos de Albania.
Fue organizado más adelante en secciones que cubrían el control político, censura, archivos públicos, campamentos para prisioneros, tropas de seguridad internas, seguridad física, contraespionaje, e inteligencia extranjera.
La función primaria de la sección de control político supervisaba la exactitud ideológica de miembros de partido y otros ciudadanos. Era responsable de purgar el partido, gobierno, militares, y su propio aparato de individuos estrechamente asociados con Yugoslavia, la Unión Soviética, o China después de que Albania se rompió de alianzas sucesivas con cada uno de aquellos países. Una estimación indicó que al menos 170 miembros del Politburó del partido comunista o miembros del Comité Central fueron ejecutados a consecuencia de las investigaciones de la Sigurimi. La sección de control política también estuvo implicada en un programa extenso de supervisar conversaciones telefónicas privadas.
La sección de censura funcionó dentro de la prensa, radio, periódicos, y otros medios de comunicaciones así como dentro de sociedades culturales, escuelas, y otras organizaciones.
La sección de archivos pública administró documentos del gobierno y estadísticas, principalmente sociales y económicas que fueron manejadas como secretos de Estado.
-La sección de campamentos para prisioneros fue acusada de la reeducación política de presidiarios y la evaluación del grado al cual ellos plantearon un peligro para la sociedad. La policía local suministró guardias para catorce campamentos para prisioneros en todo el país.
-La sección de seguridad física proporcionó guardias para partido importante y funcionarios del gobierno e instalaciones. La sección de contraespionaje era responsable de neutralizar operaciones de inteligencia extranjeras en Albania así como movimientos domésticos y los partidos contravinieron al Partido del Trabajo de Albania.
-La sección de inteligencia extranjera mantuvo al personal en el extranjero y en casa obtener la inteligencia sobre capacidades extranjeras e intenciones que afectaron la seguridad nacional de Albania. Sus oficiales ocuparon posiciones de tapa en misiones diplomáticas extranjeras, oficinas comerciales, y centros culturales de Albania.